# Сульфокислоти (мінерали)

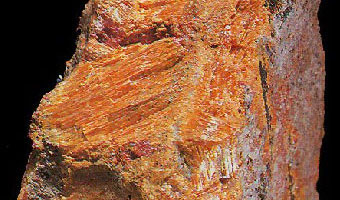
Зразок реальгару

Сульфокислоти (рос. сульфокислоты, англ. sulphoacides, нім. Sulfonsäuren f pl) – застаріла назва мінералів – сполук сірки з металоїдами (напр., реальгар – As4S4, антимоніт – Sb2S3 та ін.).